# Museo de la Televisión y el Cine Salvadoreño
Museo de la Televisión y el Cine Salvadoreño ist ein staatliches technisches Museum in El Salvador.
Es liegt etwa 6 km westlich der Hauptstadt San Salvador neben dem Gebäude des  Canal 10 de Televisión Cultural Educativa an der Avenida Baden Powell in Santa Tecla. Das Museum wird vom Consejo Nacional para la Cultura y el Arte  (Nationalrat für Kultur und Kunst) unterhalten.
Das Museum wurde 1996 eröffnet und zeigt die Geschichte der Entwicklung der Film- und Fernsehbranche in El Salvador. Seine Sammlung besteht aus alten TV-Geräten, Fotos und Videos sowie technische Dokumentation der Geräte zur Fernsehproduktion und Einrichtungen der Film- und Fernsehstudios.  Es werden Führungen durch Studenten der Hochschule Escuela de Comunicación Mónica Herrera angeboten.